# Viljevo
Viljevo je općina u Hrvatskoj. Nalazi se u Osječko-baranjskoj županiji.

## Zemljopis
Općina Viljevo jedna je od općina u okviru Osječko-baranjske županije, teritorijalno ustrojena raspadom bivše općine Donji Miholjac, oko 50 km udaljena od Osijeka. 
Današnje selo Viljevo nalazi se u podravskom dijelu Slavonije, u Osječko-baranjskoj županiji, zapadno i nešto malo južnije od Donjeg Miholjca, uz rijeku Dravu i uz cestu Zagreb - Virovitica - Osijek.
Okolica Donjeg Miholjca je jedna od manjih geografskih regija donje Podravine, bez jačeg unutrašnjeg diferenciranja. Zanimljivo je da je tlo bliže rijeci Dravi za desetak metara više od onoga što se prostire oko rijeke Karašice. Najniže točke zemljišta oko Karašice imaju nadmorske visine između 94 do 97 metara. Stoga po šumama južno od Kapelne ima močvarnog zemljišta. Nadmorske visine pored rijeke Drave kreću se između 100 do 106 metara. Zato rijeka Karašica teče usporedno s Dravom do mjesta gdje se korita njihovih tokova visinski ne izjednače. Naselja ovog kraja raspoređena su također u dva pojasa. Jedan pojas čine mjesta koja se nižu uzduž glavne podravske ceste od Slatine prema Valpovu. Ostala naselja leže južnije oko rijeke Karašice. Područje Donjeg Miholjca je poljoprivredni kraj u kojemu posvuda dominiraju polja, livade i pašnjaci. Ostaci nekadašnjih šuma postoje oko Kapelne i zapadnije i zapadnije do sela Golinaca. Miholjački kraj prostorno nije velik. Obuhvaća donju Podravinu od Moslavine na zapadu, do Čamagajevaca i Črnkovaca na istoku. Sjevernu granicu čini mu rijeka Drava, a južnu vododjelnica između Karašice i potoka Vučice. Na tom prostoru ima danas 13 naselja. Osim Donjeg Miholjca, koji ima karakteristike manjeg grada, ostala naselja su veća ili manja podravska sela. To su Viljevo, Moslavina, Kapelna, Golinci, Poreč, Rakitovica, Čamagajevci, Črnkovci, Bočkinci, Podgajci i Sveti Đurađ.
(Ulomci iz knjige "Župa Viljevo" autora Mirka Crnčana i Antuna Devića) )
U općini Viljevo se nalazi i selo Ivanovo udaljeno 5 kilometara od grada Donji Miholjac.

## Stanovništvo
| broj stanovnika | 2745  | 2708  | 2366  | 3176  | 3401  | 3506  | 3262  | 4221  | 4712  | 5109  | 4679  | 3664  | 2895  | 2657  | 2396  | 2065  | 1626  |
|                 | 1857. | 1869. | 1880. | 1890. | 1900. | 1910. | 1921. | 1931. | 1948. | 1953. | 1961. | 1971. | 1981. | 1991. | 2001. | 2011. | 2021. |

| broj stanovnika | 1924  | 1898  | 1550  | 1752  | 1949  | 1918  | 1805  | 2025  | 2190  | 2221  | 1945  | 1693  | 1437  | 1318  | 1340  | 1218  | 987   |
|                 | 1857. | 1869. | 1880. | 1890. | 1900. | 1910. | 1921. | 1931. | 1948. | 1953. | 1961. | 1971. | 1981. | 1991. | 2001. | 2011. | 2021. |

Prema rezultatima Popisa stanovništva iz 2011. u Viljevu je živjelo 1251 stanovnik u 418 kućanstva. 
- Broj stanovnika u Općini Viljevo prema popisu 2011. godine: 2.130.
- Broj kućanstava: 741.

## Povijest
Podrijetlo imena Viljevo nije do sada sigurno protumačeno, ali se čini da potječe od riječi vila (latinski villa ) što znači stan, stanište, boravište, a u širem smislu naselje. Pod imenom Viljevo, pisano u obliku Wyllow, naselje se spominje 1229. godine u dokumentu kojim Andrija, kralj ugarski i hrvatski, potvrđuje knezu Marcelu Pakračkom od plemena Teten obiteljski posjed Osuvak s ponovno opisanim međama, a u kojem se među ostalim kaže da međa počinje na obali Drave te da nadalje na jednom svom djelu " prelazi preko velikog puta kojim se ide iz Osuvka u Viljevo, a onda ide do šume Šaš". (Dio današnjeg viljevačkog hatara zove se "Šaš", a nalazi se na istočnoj strani hatara, prema miholjačkom hataru.)
U nekoliko dokumenata vidimo da se ime posjeda, distrikta i župe piše u ovim oblicima: 1317. Wilio kao posjed, 1347. Vyllyo kao distrikt. Na zemljopisnoj karti Baranje do početka 16. stoljeća ime sela upisano je u obliku Villyo. Tada je pripadalo ovostranom dijelu Baranjske županije. Kao selo pod imenom Viljeva, zabilježeno je 1579. godine, a kao župa (u dokumentima pisanim talijanskom jezikom) 1618. u oblicima: Viglievo, 1623. Viglievo, 1647. Viglievo, 1649. Viglevo, a u drugim dokumentima kao selo 1698. godine u oblicima Villyevo, i Villiövo te 1702. godine u obliku Vilovo. Jedno vrijeme selo je imalo naziv Donje Viljevo kako bi se razlikovalo od sela pod nazivom Gornje Viljevo koje se nalazi u Općini Nova Bukovica, istočno od Slatine."
S desne strane rijeke Karašice, južnije od Viljeva, nalazi se današnje selo Kapelna. U dotursko doba ono se zvalo Poljana, a pripadalo je Osuvačkom imanju pakračkih plemića Tetena. Po dolasku Turaka u ovaj dio Podravine Hrvati iz Poljane su pobjegli, a u njihove su kuće Turci doveli pravoslavne Vlahe. Do 1680. godine okupilo se u Kapelni 36 vlaških porodica. U godinama protuturskih ratova krajem XVII. stoljeća ovdašnji Vlasi su pobjegli daleko na zapad sve do Ilove, ali su se nakon desetak godina vratili u Staro selo. Podrijetlo ovog stanovništva ostalo je u povijesti nerazjašnjeno. Jesu li potekli iz rumunjske pokrajine Vlaške i po tome dobili ime, ili su ime dobili po nomadskom načinu života, ili je nešto treće u pitanju, nije potpuno jasno. Činjenica je da su se pod utjecajem Srpske pravoslavne crkve većinom opredijelili za srpsku nacionalnu pripadnost.

## Spomenici i znamenitosti
- Župna crkva Sv. Andrije apostola, prema podatcima iz Šematizma Pečujske biskupije iz 1883. sagrađena je 1280. godine

## Obrazovanje
Viljevo dobiva prvu školu 1834. godine, kojoj je patron bila gđa. Štefanija Mailath–Szekhely, odnosno grof Ladislav Mailath.
Godine 1993. na inicijativu lokalne uprave Općine Viljevo zbog ruševnog stanja u kojem se nalazila stara škola izrađena je projektna dokumentacija za novu školsku zgradu i nastavno-športsku dvoranu. Nakon što je 1994. godine položen kamen temeljac, započeti su radovi na školi i postavljeni temelji nastavno–športske dvorane. Nova škola, Osnovna škola Ante Starčevića Viljevo otvorena je 1995. godine, dok je izgradnja nastavno-športske dvorane nastavljena 2003. godine, a konačno dovršena 2005. godine. 
Osnovnu školu Ante Starčevića Viljevo pohađaju osim učenika s područja Općine Viljevo i učenici iz susjedne Općine Podravska Moslavina.

## Kultura
- KUD Đeram Viljevo
- Kazališno-dramska udruga "Drski" Viljevo

## Šport
- NK Viljevo (Viljevo), osnovan 1949. godine
- Športsko ribolovno društvo "Zlatni Karas" Viljevo

## Ostalo
- Dobrovoljno vatrogasno društvo Viljevo
- Vatrogasna zajednica Općine Viljevo
- Moto klub "Rimljani" Viljevo
- Stočarsko, ratarsko mehanizacijska udruga "Viljevo" Viljevo
- Lovačko društvo "Kuna" Viljevo

## Vanjske poveznice
- Službena stanica Općine Viljevo
- Službeni portal Kulturno-umjetničkog društva "Đeram", Viljevo[neaktivna poveznica]